# Golf (videojuego para Virtual Boy)
Golf (T&E ヴァーチャルゴルフ, T&E Virtual Golf en Japón) es un videojuego de golf lanzado en 1995 para Virtual Boy. 

## Descripción
Fue desarrollado y publicado por T&E Soft en Japón y publicado por Nintendo en Norteamérica. Fue dirigido por Tadashi Nakatsuji y su especialista en sonido era Ken Kojima. El juego utiliza reglas de golf estándar y se encuentra en el campo ficticio de 18 hoyos Papillion Golf & Country Club. Los campos incluyen agua, trampas de arena, árboles y profunda hierba áspera. Los jugadores pueden elegir los palos y varios aspectos del swing, como la velocidad, la dirección, la postura, la potencia del swing y el punto de impacto de la bola. La dirección de la bola estará determinada por varios factores, como la velocidad y la dirección del viento. Se muestra en colores rojo y negro (el estándar de la Virtual Boy) con efectos 3D mediante el uso del procesador 3D. Recibió muchos elogios de la crítica por sus controles y la física y críticas mixtas por sus gráficos. Nintendo Power lo llamó el tercer mejor juego de Virtual Boy de su año.

## Desarrollo
Fue originalmente conocido como VR Golf. Mientras que T&E Soft se encargó del lanzamiento del juego en Japón, Nintendo distribuyó su lanzamiento en América del Norte. Su director era Tadashi Nakatsuji y su especialista en sonido era Ken Kojima. Al igual que todos los otros juegos de virtual Boy, Campo utiliza un esquema de color rojo y negro y usa el conocido Scroll parallax, un truco óptico que sirve para simular un efecto 3D moviendo distintos planos de scroll a diferentes velocidades. El juego fue lanzado pocos meses después del lanzamiento de la Virtual Boy. Nintendo rebajó varias veces el precio de virtual Boy, una gota coincidiendo con el lanzamiento del Golf.